# Lisa Frankenstein
A Lisa Frankenstein 2024-es amerikai horror–filmvígjáték, amelyet Zelda Williams rendezett, Mary Shelley Frankenstein című regénye alapján. A főbb szerepekben Kathryn Newton, Cole Sprouse, Liza Soberano, Henry Eikenberry, Joe Chrest és Carla Gugino látható.
Amerikában 2024. február 9-én, míg Magyarországon 2024. február 8-án mutatták be a mozikban.

## Cselekmény
1989-ben Lisa Swallows egy magányos, furcsa lány, aki még mindig nem heverte ki anyja néhány hónappal korábbi, borzalmas baltás gyilkosságát. Apja, Dale újra feleségül vesz egy szörnyű és önimádó nőt, Janetet, Lisa pedig egy Taffy nevű mostohatestvért kap. Ideje nagy részét a helyi legénytemetőben tölti, sztereotip családja legnagyobb bánatára.
Egy szerencsétlen szoláriumos áramütés és egy buli után, ahol Lisát végül bedrogozzák és majdnem szexuálisan zaklatják, Lisa visszatér a temetőbe, és egy 1837-ben zöld villámcsapás következtében elhunyt viktoriánus fiatalember sírjához beszél, mondván, hogy bárcsak vele lenne. Miután Lisa elhagyja a temetőt, egy zöld villám csap bele a sírba, és a fiatalember szerelmes zombiként, a hitben "A teremtmény" néven ismert zombiként támad fel.
Miközben Lisa egyedül marad otthon, a teremtmény betör a Swallows házba, és megrémíti Lisát. A lány félelme ellenére úgy dönt, hogy elrejti a teremtményt, és biztonságban tartja a hálószobai szekrényében. A teremtmény, mint hagyományos élőhalott, nem beszél, több testrésze hiányzik és rendkívül piszkos, és korán szégyent fejez ki emiatt.
Miután Janet szembeszáll Lisával, és azzal fenyegetőzik, hogy elmegyógyintézetbe küldi, a teremtmény spontán módon megöli Janetet, és levágja a bal fülét, remélve, hogy az immár unszimpatikus Lisa a fejéhez csatolhatja. Elmagyarázza Lisának, hogy az áramütéssel az új testrészek eggyé válhatnak vele, és a lány ennek érdekében beteszi őt Taffy szoláriumába. Lisa később odacsalja osztálytársát, Dougot, egykori támadóját, hogy a teremtmény levághassa Doug jobb kezét. Doug pánikjában a teremtmény végül megöli őt, és a holttestet Janet mellé rejti. Ezekkel az új kötődésekkel a teremtmény egyre inkább kezd hasonlítani régi önmagára, és ő és Lisa elkezdenek kötődni egymáshoz.
A rendőrség nyomozni kezd Janet és Doug eltűnése után. Lisa épphogy elkerüli, hogy belekeveredjen, mielőtt elmegy szerelmének, Michaelnek az otthonába, csakhogy ott találja őt az ágyban Taffyval, pedig tudta, hogy Lisa kedveli őt. A teremtmény levágja Michael ágyékát és elvérezteti, majd ugyanezt akarja tenni Taffyval is, amíg Lisa meg nem akadályozza ebben, mielőtt a temetőbe hajt, Lisa pedig a traumatizált Taffyval követi őt. Mielőtt Lisa a teremtmény után megy, hogy megölje, Taffynak odaadja elhunyt édesanyja rózsafüzérét a kedvessége és együttérzése jeléül.
Lisa szembesíti a teremtményt, aki bevallja, hogy szereti Lisát, amiben a lány végre belátja, majd elhagyják a temetőt, miután egy rendőrt egy sírba dobtak. Lisa hozzácsatolja Michael ágyékát a teremtményhez, hogy szexelhessenek. Mivel a rendőrség Lisa nyomára szegeződik, és most már teljesen elfogadja a halált, a lány áramütést mér rá a teremtményre a szoláriumban, ahol a lány a kísérleteit végzi rajta, miután a legmagasabb fokozatra állítja, és Lisa halálra égeti.
Valamivel később Dale és Taffy meglátogatja Lisa sírját, hogy meggyászolják, mielőtt Janet sírjához mennének, de a teremtmény teljesen élve és újra beszélni képesnek látják, miközben a park padján ülve Percy Bysshe Shelley Mary Wollstonecraft Godwinhoz című művét olvassa az ölében ülő, feltámadt és bekötözött Lisának.

## Szereplők
| Szerep        | Színész          | Magyar hang        | Leírás                                                                  |
| ------------- | ---------------- | ------------------ | ----------------------------------------------------------------------- |
| Lisa Swallows | Kathryn Newton   | Gáspár Kata        | Magányos lány, aki még mindig az anyja baltás meggyilkolásától szenved. |
| A Teremtmény  | Cole Sprouse     | Patkós Márton      | Viktoriánus korabeli férfi, akit villámcsapás támaszt fel a sírjából.   |
| Taffy         | Liza Soberano    | Dobó Enikő         | Lisa mostohatestvére.                                                   |
| Michael       | Henry Eikenberry | Gacsal Ádám        | Lisa szerelme.                                                          |
| Dale Swallows | Joe Chrest       | Tarján Péter       | Lisa apja és Taffy mostohaapja.                                         |
| Janet         | Carla Gugino     | Kisfalvi Krisztina | Lisa mostohaanyja és Taffy anyja.                                       |
| Doug          | Bryce Romero     | Nikas Dániel       | Lisa laborpartnere.                                                     |
| Lori          | Jenna Davis      | Pekár Adrienn      | Lisa barátnője.                                                         |

### Magyar változat
- Magyar szöveg: Speier Dávid
- Hangmérnök: Salgai Róbert
- Vágó: Kránitz Bence
- Gyártásvezető: Kablay Luca
- Szinkronrendező: Molnár Ilona
- Produkciós vezető: Németh Napsugár

A szinkront az Iyuno Hungary készítette el.

## A film készítése
Diablo Cody írta a film forgatókönyvét, és 2022 júniusában bejelentette, hogy munkatársával, Mason Novickkal együtt producerként is közreműködött a filmben. A Kathryn Newton és Cole Sprouse főszereplésével készülő film rendezője Zelda Williams volt.
A forgatás 2022 augusztusában indult New Orleansban és szeptemberig tartott.